# Gammarus mucronatus
Gammarus mucronatus är en kräftdjursart som först beskrevs av Thomas Say 1818.  Gammarus mucronatus ingår i släktet Gammarus och familjen Gammaridae. Inga underarter finns listade i Catalogue of Life.